# Čertovo jezero
Čertovo jezero är en sjö i Tjeckien. Den ligger i den västra delen av landet, 140 km sydväst om huvudstaden Prag. Čertovo jezero ligger 1 053 meter över havet.  I omgivningarna runt Čertovo jezero växer i huvudsak blandskog.